# Arduino Pellegrini
Arduino Pellegrini (Montecastrilli, 22 febbraio 1903 – Terni, 4 settembre 1977) è stato un politico italiano, presidente della provincia di Terni dal 1945 al 1952.

## Biografia
Arduino Pellegrini nacque a Castel dell'Aquila piccola frazione del comune di Montecastrilli da una famiglia di piccoli proprietari terrieri, dedita alla coltivazione in condizioni economiche disagiate. Era figlio di Guido Pellegrini e Assunta Petrucci. Di idee socialiste, fu istradato allo studio benché in famiglia nessuno avesse mai percorso questa carriera. Laureatosi in Giurisprudenza, divenne un noto avvocato. All'indomani della caduta del Fascismo, fu tra i pochi giovani professionisti della Provincia di Terni a non essere compromesso col Regime Fascista. 
Dopo la liberazione di Terni da parte degli Alleati nel 1944 fu infatti chiamato dal CNL locale, di cui faceva parte lo stesso avvocato Pellegrini in rappresentanza dei Socialisti,a ricoprire cariche pubbliche, una volta che l'amministrazione locale fu restituita alle autorità italiane, e a riorganizzare la amministrazione della provincia di Terni.
A guidare la Provincia di Terni negli anni dopo la Liberazione, furono chiamati anziani esponenti socialisti come l'avvocato Piero Tentoni, che nell'ottobre del 1944 venne nominato capo della Provincia, dapprima con il titolo di commissario straordinario e poi di presidente della Deputazione. Il 9 maggio 1945, dopo la sua morte, il prefetto nominò lo stesso avvocato Arduino Pellegrini.
Senza essere passato per alcuna elezione democratica, Pellegrini si impegnò per la defascistizzazione della Provincia, con la messa a riposo o la rimozione degli esponenti compromessi col regime fascista. 
L'avv. Pellegrini si candidò alle elezioni politiche del 1948, nel collegio di Perugia-Terni-Rieti, per il partito dell'Unione dei Socialisti, risultando primo tra i candidati della propria lista con oltre 1700 preferenze, che tuttavia non furono sufficienti per essere eletto. L'Unione dei Socialisti era nata alcuni mesi prima da una scissione del Partito Socialista Italiano, che nelle elezioni del 1948 si era invece presentato insieme ai comunisti nel Fronte Democratico Popolare.
La restaurazione dei consigli provinciali non seguì immediatamente la caduta del regime Fascista: pesava infatti il dibattito sulla creazione dell'istituto regionale e la divisione dei compiti con la nuova realtà. Non arrivando ad un accordo sulla questione, solo nel 1951 si decise di cominciare a riportare la vita democratica nelle province. 
Fu così che l'avv. Pellegrini mantenne questa carica fino al 1952, allorché i consiglieri della Provincia, cui spettava l'elezione del Presidente, divennero di nuovo elettivi.
A fine carriera fu presidente dell'Ordine degli Avvocati della provincia di Terni dal 1970 alla morte avvenuta nel 1977.